# Cedar Hill (Princes Town)
Cedar Hill es una localidad de Trinidad y Tobago, que forma parte de la región de Princes Town.

## Historia
En el área de la cultura, las primeras familias de las Indias Orientales llevaron a Cedar Hill el festival de Ramleela. Cedar Hill es generalmente considerado como el primer pueblo donde comenzó la práctica cultural. El anfiteatro en el que se lleva a cabo el festival se encuentra entre los mejores de Trinidad para las representaciones teatrales al aire libre. El anfiteatro en el que se lleva a cabo el festival se encuentra entre los mejores de Trinidad para las representaciones teatrales al aire libre.[cita requerida]

## Geografía
La localidad abarca parte de la isla Trinidad y limita al norte con Palmyra Village-Mt. Stewart y Cleghorn and Mt. Pleasant, al sur con Jordan Village y St. Charles Village, al este con Malgretoute y Borde Narve y al oeste con Usine St. Madeline y Jordan Village.

## Demografía
Datos demográficos de la localidad de Cedar Hill:
| Gráfica de evolución demográfica de Cedar Hill entre 2000 y 2011 |
|                                                                  |